# The Sun Comes Up
The Sun Comes Up (bra: Sol da Manhã) é um filme de drama estadunidense de 1949 dirigido por Richard Thorpe e lançado pela Metro-Goldwyn-Mayer. Foi o último trabalho de Jeanette MacDonald no cinema.

## Elenco
- Pal (creditado como "Lassie") como Lassie
- Jeanette MacDonald como Helen Lorfield Winter
- Lloyd Nolan como Thomas I. Chandler
- Claude Jarman Jr. como Jerry
- Lewis Stone como Arthur Norton
- Percy Kilbride como Sr. Willie B. Williegood
- Nicholas Joy como Victor Alvord
- Margaret Hamilton como Sra. Golightly
- Hope Landin como Sra. Pope
- Esther Somers como Susan, a empregada

## Produção
Partes de The Sun Comes Up foram filmadas em Glenwood, Califórnia.